# Atelanthera
Atelanthera là chi thực vật có hoa trong họ Cải.